# Zebda
Zebda est un groupe français de musique d’influences diverses formé à Toulouse, actif entre 1985 et 2015. Il a été formé notamment par son parolier Magyd Cherfi, auteur de l'ensemble des textes, et deux frères, Mouss et Hakim. Le groupe s'est fait connaître du grand public pour son tube Tomber la chemise.
Groupe militant et engagé, Zebda remporta un grand succès auprès du public et des critiques avec les albums Le Bruit et l'Odeur (1995) et surtout Essence ordinaire (1998) pour lequel ils reçurent de nombreuses distinctions.
Le groupe se forme au milieu des années 1980 avant de faire une pause en 2004, pendant laquelle les membres du groupe s'investissent dans des projets en solo. Le groupe fait son retour en 2011 avant de se séparer en 2015.

## Histoire du groupe

### Débuts
Les artistes qui composent ce groupe sont tous issus du quartier des Izards de Toulouse, ville qui les a vus grandir, et au sein de laquelle ils se sont beaucoup engagés culturellement et politiquement. En 1985, une association toulousaine Vitécri, réalise le film Salah, Malik : Beurs qui raconte les déboires d'un groupe de musique, les « Zebda Bird », pour trouver un local où jouer. Les artistes sont joués par les jeunes Magyd Cherfi (animateur de quartier converti en chanteur), Pascal Cabero (guitare) et Joël Saurin (basse). Après le tournage du film, le groupe se crée réellement, adoptant le nom Zebda, et accueille Mustapha et Hakim Amokrane dits Mouss et Hakim (chœurs),  Vincent Sauvage (batterie). En 1991, Rémi Sanchez  rejoint le groupe (accordéon, claviers). Magyd Cherfi devient le leader du groupe.
Le nom du groupe vient du mot arabe zebda, qui signifie beurre. C’est un jeu avec le mot beur, qui désigne les Arabes (arabe en verlan — à l'envers — devient beur).
Musicalement, Zebda est un métissage de sons, d’influences rai, rock, punk, et reggae. Avec Noir Désir et Manu Chao, ce groupe toulousain dynamique est un fer de lance pour l’engagement dans des causes diverses. Magyd Cherfi rédigeant la totalité des textes du groupe (sauf Une vie de moins, écrite par Jean-Pierre Filiu), s’inscrit dans la lignée des chanteurs à textes.

### Reconnaissance et succès
Après avoir été récompensé par le titre de « découverte du Printemps de Bourges » en 1990, le groupe rencontre ses premiers succès en 1995 avec son album Le Bruit et l'Odeur (certifié disque d'or en 1999), dont la chanson homonyme passe régulièrement à la radio. Mais c'est en 1999, que Zebda touche le grand public avec la chanson Tomber la chemise, extraite de l'album Essence ordinaire, qui s’inscrit dans la grande tradition française de l’hymne festif : elle atteint la première place du Top 50 pendant trois semaines d'affilée et reste présente dans le classement durant 26 semaines consécutives. Ce titre rencontre également un certain succès à l'étranger, notamment en Belgique francophone (avec une 3e place au Top 50) et aux Pays-Bas (22e). Le deuxième titre issu de cet album, intitulé Y'a pas d'arrangement, atteint la 27e place au Top 50 français et la 36e en Belgique francophone. En conséquence, Essence ordinaire obtient un important succès atteignant la troisième place du Top albums et restant classé durant 89 semaines. Cet album se vend finalement à des centaines de milliers d'exemplaires, recevant en France la certification double disque de platine. Les tournées s'enchaînent alors.
Fort de ce succès, Zebda reçoit en 2000 plusieurs récompenses. Aux Victoires de la musique, il est sacré « Meilleur groupe » et Tomber la chemise remporte la Victoire de la « meilleure chanson ». Il en est de même aux NRJ Music Awards (« Meilleure chanson francophone » pour Tomber la chemise et « Meilleur groupe francophone »).
Zebda revient en 2002 avec l'album Utopie d'occase qui ne rencontre pas le même succès que son prédécesseur tout en se vendant encore relativement bien (100 000 exemplaires, certifié disque d'or). L'album entre par ailleurs dans les Top 40 suisse et belge.

### Pause et projets séparés

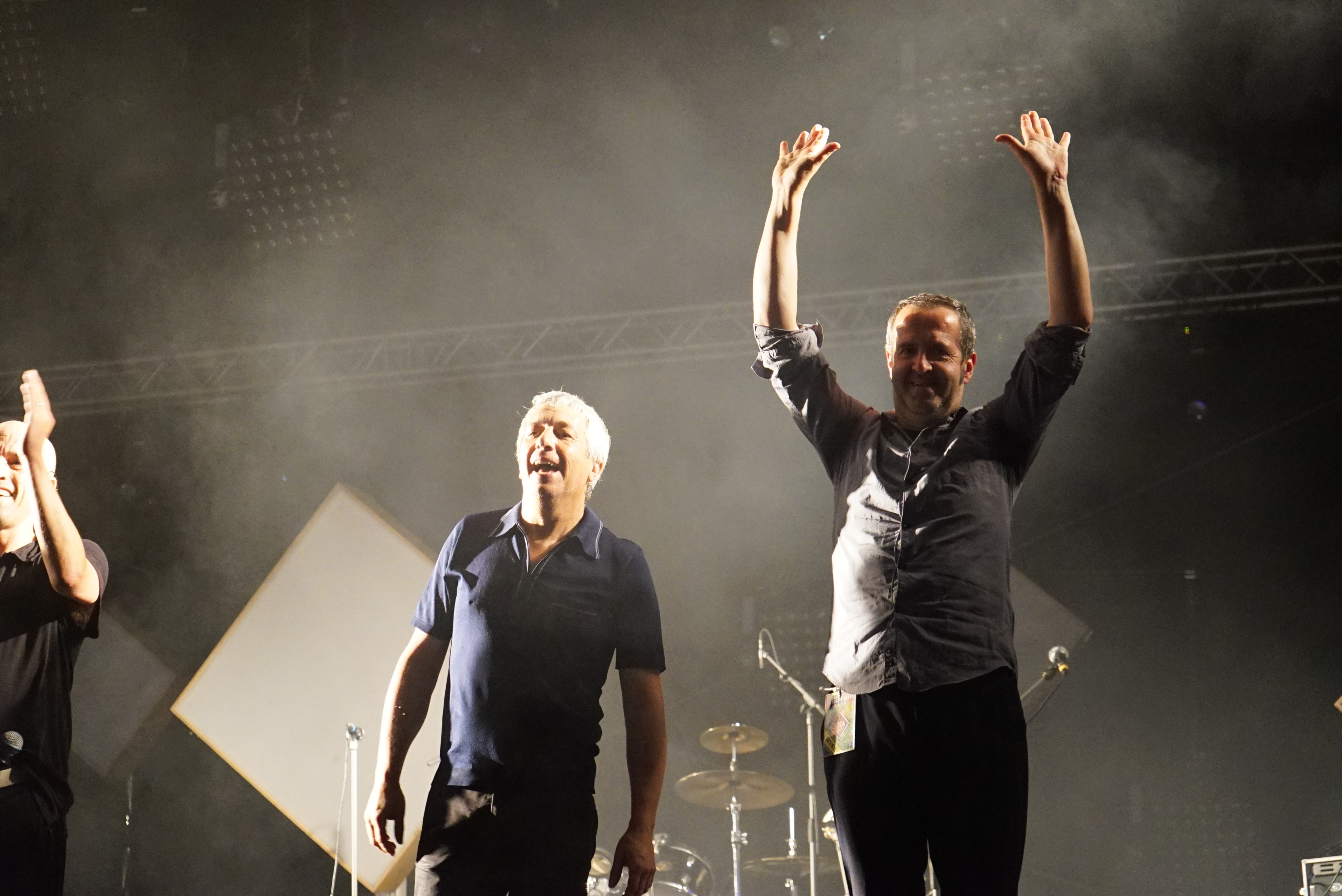
Batteur et bassiste.

En 2003, le groupe décide de faire une pause pour s'essayer à d'autres projets : « Ça faisait des années qu'on était les uns sur les autres, la lassitude commençait à s'installer. [...] Pour continuer à évoluer, il fallait qu'on vive des choses chacun dans notre coin ». Le premier album solo de Magyd Cherfi, Cité des étoiles, sort en 2004, année où Mouss et Hakim reprennent Le Nougat avec Brigitte Fontaine, sur l'album Rue Saint-Louis en l'île. En 2005, les frères Amokrane sortent dans la foulée leur premier disque sans Magyd : Mouss et Hakim ou le contraire. En 2007, Pascal Cabero, le guitariste, publie un livre sur l'histoire du groupe Tomber la chemise (éd. Danger Public), tandis que Magyd Cherfi publie son second album, Pas en vivant avec son chien, et que Vincent Sauvage, après un tour du monde de deux ans, publie un récit de voyage, Cent mille bornes (éditions Arthaud). Magyd Cherfi publie La trempe, son second livre après Livret de famille (éd. Actes Sud). Le bassiste Joël Saurin a participé aux deux disques solo de Magyd Cherfi, composé des musiques de film documentaire, et fondé son groupe Occetera[réf. nécessaire] dans un genre musical traditionnel occitan. En 2008, il initie l'événement hebdomadaire toulousain "La Pause Musicale", série de concerts gratuits à l'heure du déjeuner, qu'il programme et organise depuis.

### Retour, puis séparation du groupe

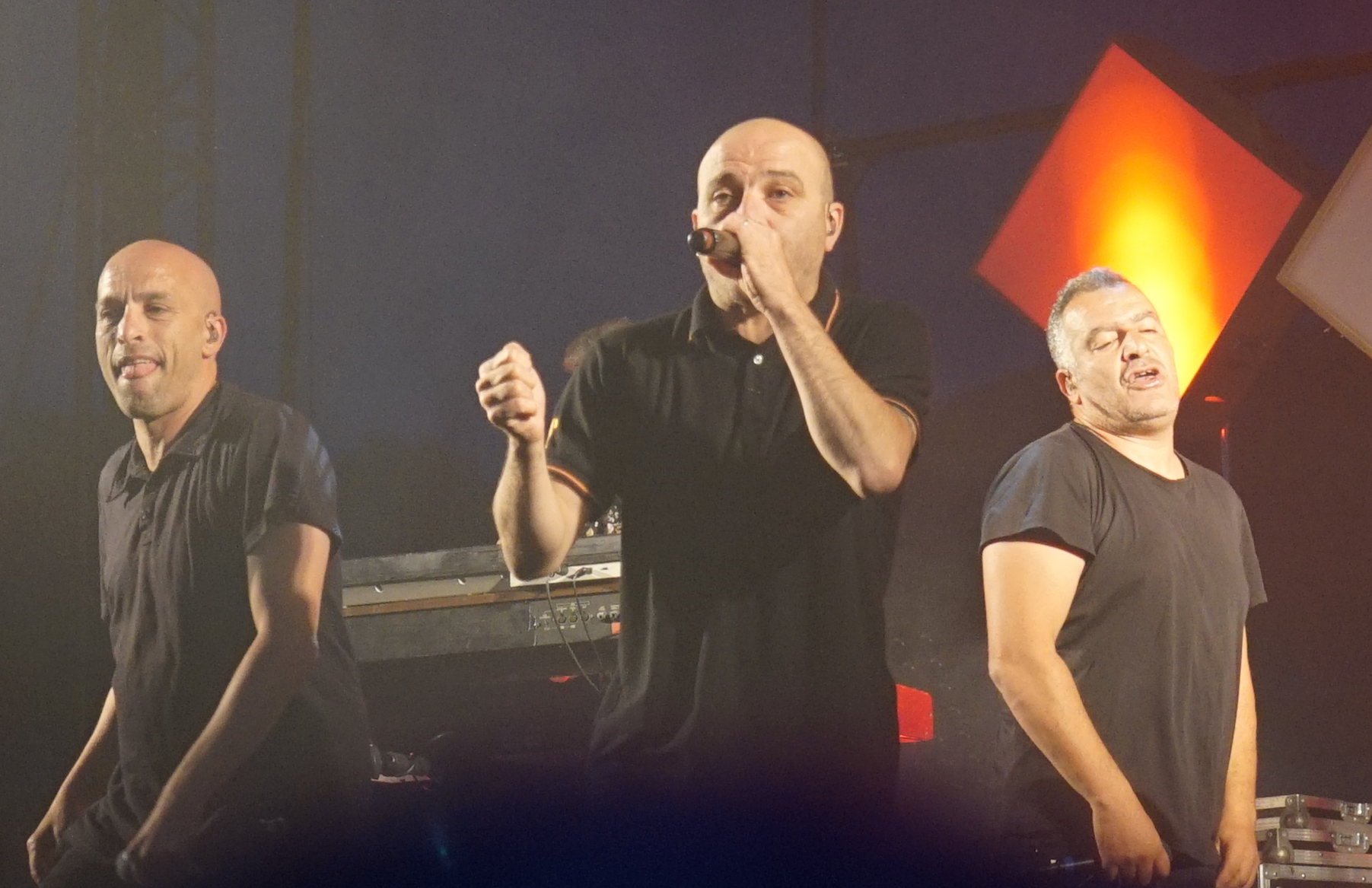
En 2015 lors de Un été dans l'Aisne à Laon.

En février 2008, le groupe annonce sa reformation et laisse entrevoir la possibilité de sortir un nouvel album. En décembre 2008, Magyd Cherfi précise : « Nous avons juste l'envie de recommencer ensemble, on prépare le terrain. Mais pour l'instant, nos emplois du temps catastrophiques nous empêchent d'aller plus loin. ». En septembre 2009, le groupe se réunit pour mettre en image sa reprise de Jacques Brel, Jaurès, Mouss, Hakim, Magyd et Joël se retrouvent pour ce clip réalisé à l'occasion du 150e anniversaire de la naissance de Jean Jaurès. En 2010, Mouss se fait entendre tous les jours à 13h sur la radio le Mouv’ avec l’émission « francosonik » consacrée à la scène musicale indépendante et alternative.
Les 14 et 15 octobre 2011, le groupe fait son retour sur scène, pour la première fois depuis huit ans, lors d'un concert aux Docks de Cahors. Ces deux concerts constituent le début d'une série d'une trentaine de dates à travers toute la France au cours d'une tournée dénommée « Premier tour » qui annonce la sortie de leur 5e album album intitulé Second Tour. 
Lors de la sortie de ce cinquième opus, Hakim Amokrane précise que la prochaine pause du groupe sera définitive et qu'il n'y aura pas de prochain chapitre à l'histoire de Zebda.
Cet album devient rapidement disque d'or (50 000 exemplaires), celui-ci leur étant remis à l'occasion de leur concert à l'Olympia deux mois après sa sortie. S'ensuit alors une tournée pour présenter cet album avec un été chargé où le groupe sera le plus programmé sur l'ensemble des festivals français, 36 fois au total.
Le 4 juin 2013, Zebda déclare être dans la préparation d'un nouvel album qui sera disponible en 2014 et annonce qu'ils joueront leur prochain concert au Bikini, qui fêtera ses 30 ans. En effet, Zebda est très proche du directeur de la salle, Hervé Sansonetto, qui fut un des premiers programmateurs à les faire jouer.
Le 25 août 2014, le groupe sort son 6e et dernier album Comme des Cheerokees. Pour la première fois depuis 1998, le label Barclay se dispense des services de Nick Sansano, directeur artistique historique du groupe, pour réaliser cet album et le remplace par Yarol Poupaud, guitariste de FFF. L'album arbore une touche davantage rock, funky, éloignée des couleurs habituelles méditerranéennes, orientales et reggae qui ont fait le succès de Zebda.
Le groupe se sépare à l'issue de sa tournée, fin 2015, après plus d'une centaine de concerts. Leur rupture est confirmée par voie de presse à de nombreuses reprises par leur leader Magyd Cherfi.
Mouss et Hakim se tournent alors vers la réédition de leur album Motivés et un album hommage à Claude Nougaro composé de reprises et de textes inédits fournis par la famille du défunt chanteur, intitulé Darons de la Garonne. De son côté, Magyd Cherfi s'investit sur le plan littéraire avec la parution de deux récits chez Actes Sud dont Ma part de gaulois, lauréat de nombreux prix littéraires et sélectionné au Prix Goncourt en 2016, adapté au cinéma par Malik Chibane, ainsi qu'un album, Catégorie Reine.

## Engagement politique

### Avant la pause
Les membres du groupe Zebda revendiquent un héritage communiste et le sens du travail collectif. Leurs créations sont largement marquées d'un engagement politique et social, allant jusqu’à reprendre un discours de 1991 de Jacques Chirac sur le bruit et l’odeur provoqués par les immigrés dans les HLM, dans la chanson Le Bruit et l'Odeur, et en utilisant le terme de « lutte de classe » dans Le Chant des partisans.
Le résultat de cet engagement politique a mené à la création et à la participation d’un mouvement citoyen qui a abouti à des listes électorales dans différentes villes de France, lors des élections municipales de mars 2001, sous le nom de « Motivés ! ». Ce mouvement a obtenu 12,38 % des voix et quatre sièges au conseil municipal.

### Après la pause
En octobre 2012, Zebda chante la chanson engagée Une vie de moins dont le texte est écrit par Jean-Pierre Filiu, professeur à Sciences Po, membre de l'Institut du monde arabe, auteur du livre Histoire de Gaza. Ils se sont rencontrés en Syrie en 1998, où Zebda donnait des concerts à Damas et Alep, et où Filiu était diplomate. Cette chanson est suivie d'une grande polémique sur les conditions de vie à Gaza. Par la suite, le CRIF dénonça cette chanson « faussée » diffusée par France Télévisions.
Le Chant des partisans, l'hymne de la Résistance intérieure française apparaît sur la liste officielle de chansons du candidat du PS, François Hollande lors de l'élection présidentielle française de 2012. Il y spécifie la réinterprétation des Motivés !, dont les trois interprètes sont les chanteurs du groupe Zebda.
Ils ont appelé à voter pour Jean-Luc Mélenchon en 2012.
Le 27 avril suivant, alors en plein campagne électorale, François Hollande, à quelques jours de l’élection, part rendre visite au groupe Zebda, au Printemps de Bourges. Il les rejoint en pleines balances, et leur accorde quelques mots. Zebda en profite alors pour lui offrir un tee-shirt. À la suite de cette rencontre, Zebda déclare à la presse préférer François Hollande à Nicolas Sarkozy.
En 2017, le groupe et en particulier les frères jumeaux Amokrane figurent dans le film Satire dans la campagne de Marc Large et Maxime Carsel.

## Discographie

### Premiers projets
| Année | Titre et chansons présentes | format/support | Label                             |
| ----- | --- | -------------- | --------------------------------- |
| 1985  | - Oualdi - Oualou | Single         | Association Vitecri               |
| 1989  | Des mots crasseux - Cadence - Des mots crasseux                                                                                                  | Single         | Mustang Concert                   |
| 1989  | Carte nationale d'identité - CNN - Arabadub - Oualdi - Singin' Rubadub - La Franche (au chaud) - Baïonnettes - La Bague à Danièle - Maladiou Rel | K7             | Indépendant                       |
| 1989  | Zebdomania - Arabadub - Baïonnette - Briti - Fucking Dub - Tumba - D'Ève à Lise - Live                                                           | K7             | Indépendant                       |
| 1990  | La France - Pas le Temps - La France - Oualdi - Singin' - La Bague à Danièle - Militant 3 Étoiles - Baïonnette - D'Ève à Lise - Arabadub         | K7             | Indépendant /Printemps de Bourges |

### Albums studio
| 1992 | L'Arène des rumeurs | -  |
| 1995 | Le Bruit et l'Odeur | 54 |
| 1998 | Essence ordinaire   | 3  |
| 2002 | Utopie d'occase     | 3  |
| 2012 | Second Tour         | 3  |
| 2014 | Comme des Cherokees | 22 |

### Albums en public
| 2003 | La Tawa                  | 40 |
| 2012 | Plan d'occupation du sol | 76 |
| 2016 | Best of                  |    |

### Singles
| Année | Chanson                        | Classements          | Album studio        |
| Année | Chanson                        | Drapeau de la France | Album studio        |
| ----- | ------------------------------ | -------------------- | ------------------- |
| 1996  | Toulouse                       | -                    | Le Bruit et l'Odeur |
| 1996  | Le Bruit et l'Odeur            | -                    | Le Bruit et l'Odeur |
| 1999  | Tomber la chemise              | 1                    | Essence ordinaire   |
| 1999  | Y'a pas d'arrangement          | 27                   | Essence ordinaire   |
| 2000  | Oualalaradime                  | 59                   | Essence ordinaire   |
| 2002  | L'erreur est humaine           | 55                   | Utopie d'occase     |
| 2012  | Le Dimanche autour de l'église | -                    | Second Tour         |
| 2014  | Les Petits Pas de danse        | -                    | Comme des Cherokees |

### Autres projets
Les membres de Zebda participent au collectif toulousain Tactikollectif. Ils sont ainsi à l'origine du disque Motivés, qui reprend des chansons de résistants (dont leurs versions du Chant des partisans, Bella ciao, El paso del Ebro, Nekwni S Warrach N Lezzayer) et révolutionnaires, ainsi que l'Estaca chant catalan antifranquiste. On les retrouve aussi dans le groupe 100 % Collègues ou dans l'organisation du festival Ça bouge au nord et Ça bouge encore.

### Participations
- 1998 : Aux suivants, album hommage à Jacques Brel, sur le titre Jaurès
- 1999 : Identités du chanteur Idir, sur le titre Un homme qui n'a pas de frère...
- 2002 : les membres du groupe jouent leur propre rôle dans Le Bruit, l'Odeur et Quelques Étoiles; ils en ont par ailleurs composé la bande-son.
- 2002 : Police on My Back de The Clash, en duo avec Asian Dub Foundation sur l'album hommage  White Riot Vol. One A Tribute To The Clash
- 2003 : Avec Léo, album-hommage à Léo Ferré, sur le titre Vingt ans
- 2004 : Le Nougat, en duo avec Brigitte Fontaine sur l'album Rue Saint-Louis en l'île
- 2009 : On n'est pas là pour se faire engueuler !, album hommage à Boris Vian, sur le titre C'est ici...
- 2010 : Pop'n Foot, compilation de chansons autour du football à l'initiative de Johan Micoud, sur le titre Champions du monde.
- 2011 : Offensif, en invités sur l'album Machine rouge de Sidilarsen.

## Récompenses
- Victoires de la musique :
  - Meilleur groupe (2000)
  - Meilleure chanson (2000) pour Tomber la chemise
- NRJ Music Awards :
  - Meilleure chanson francophone (2000)
  - Meilleur groupe francophone (2000)

## Dans la culture
Sauf indication contraire ou complémentaire, les informations mentionnées dans cette section proviennent du générique de fin de l'œuvre audiovisuelle présentée ici.
- 2010 : Camping 2 de Fabien Onteniente – la chanson Tomber la chemise figure dans la bande originale
- 2015 : Je suis à vous tout de suite de Baya Kasmi – la chanson Y'a pas d'arrangement figure dans la bande originale
- 2015 : La Vie très privée de Monsieur Sim de Michel Leclerc – la chanson Les Petits Pas figure dans la bande originale